# Coleophora amethystinella
Coleophora amethystinella é uma espécie de mariposa do gênero Coleophora pertencente à família Coleophoridae.